# Сендель Олексій Володимирович
Сендель Олексій Володимирович (* 21 листопада 1977, Хмельницький) — український футболіст,виступав на позиції нападника.

## Кар'єра гравця
Навчався у СЗОШ №16 м. Хмельницького. Футболом почав займатись у віці 7 років під керівництвом Валерія Івановича Кирилюка, пізніше тренувався під керівництвом свого батька Володимира Андрійовича. Входив до юнацької збірної Хмельницької області. 
Першим професійним клубом був хмельницький «Адвіс», де він дебютував у 17 років. У 1996р. перейшов до «Поділля», де виступав до літа 1997р. Потім спробував свої сили у львівських «Карпатах-2», однак вагомих успіхів не досяг. 1998 рік провів в олександрійській «Поліграфтехніці» (Олександрія), після чого повернувся до "Поділля". Піком кар'єри Олексія стали виступи за  ФК «Красилів» (Красилів), де протягом трьох сезонів забив 45 голів, ставав переможцем та бронзовим призером групи "А" другої ліги, та найкращим бомбардиром групи. У 2004-2006рр. виступав на аматорському рівні теофіпольську «Іскру», та намагався закріпитись в білоруському «МТЗ-РІПО» та шведському «Юнселе АК». Закінчив професійну кар'єру у "Поділлі", де відіграв 2 сезони у 2007-2009рр.
Продовжує грати у футбол і футзал на аматорському рівні. В 2010р. став чемпіоном Хмельницької області з футболу. . Постійний учасник чемпіонатів Хмельницького з футболу та футзалу у складі команд 
Ротор, "Конфермат". У складі "Конфермату" в 2014р. став фіналістом Преміум-Ліги  та кубку Преміум ліги. -  регіонального чемпіонату Хмельниччини з футзалу. 

## Досягнення
- Переможець групи "А" другої ліги чемпіонату України (1): 2001/2002
- Бронзовий  призер групи "А" другої ліги чемпіонату України (2): 2000/2001, 2007/2008
- Найкращий бомбардир групи "А" другої ліги чемпіонату України (1): 2000/2001